# Crafty
Crafty é um programa de xadrez com código fonte aberto, disponível na Internet. Executa em muitas plataformas, inclusive em máquinas multi-processadas. É desenvolvido por Robert M. Hyatt, professor na Universidade do Alabama e descende diretamente do CrayBlitz, campeão mundial de programas de xadrez de 1983 a 1989. Crafty é considerado um programa muito forte, provavelmente o mais forte disponível livremente, com nível de mestre em um computador comum. Pode-se jogar em linha de comando ou usando uma interface gráfica como o XBoard, para o Linux, e o Winboard, para o Windows.